# 대운 (사주팔자)
대운(大運)은 '큰 운'이라는 뜻이며, 사주팔자에 있어서 대운은 10년을 주기로 오는 운이다. 대운 주기는 대운수(大運數)를 계산해서 매기며, 생년과 성별에 따라 다르다.

## 순행과 역행
대운을 따질 때는 월주(月柱)를 기준으로 다음 간지로 순행을 하는 경우도 있고, 반대로 이전 간지로 역행을 하는 경우도 있다. 순행인지 역행인지를 구분하는 방법은 연주와 성별이다. 사주팔자는 양력(陽曆)도 음력(陰曆)도 아닌, 만세력(萬歲曆)으로 따지는데, 만세력 1월 1일은 입춘(立春)이다. 여기서 주의해야 할 사항은 만세력 1월은 자월(子月)이 아니라, 봄의 맹월(孟月)인 인월(寅月)이다. 또한, 만세력은 24개의 절기로 따지기 때문에 12개 달의 1일은 다음과 같이 규정한다.
| 구분 | 寅月      | 卯月      | 辰月      | 巳月      | 午月      | 未月      | 申月      | 酉月      | 戌月      | 亥月      | 子月      | 丑月      |
| ---- | --------- | --------- | --------- | --------- | --------- | --------- | --------- | --------- | --------- | --------- | --------- | --------- |
| 절기 | 입춘 立春 | 경칩 驚蟄 | 청명 淸明 | 입하 立夏 | 망종 芒種 | 소서 小暑 | 입추 立秋 | 백로 白露 | 한로 寒露 | 입동 立冬 | 대설 大雪 | 소한 小寒 |
| 중기 | 우수 雨水 | 춘분 春分 | 곡우 穀雨 | 소만 小滿 | 하지 夏至 | 대서 大暑 | 처서 處暑 | 추분 秋分 | 상강 霜降 | 소설 小雪 | 동지 冬至 | 대한 大寒 |

인월의 절기가 입춘이라는 것은, 인월의 첫날은 입춘이라는 것이다.
대운을 순행과 역행을 구분하는 방법 중 첫 번째인 연주(年柱)는 양순음역(陽純陰逆)을 적용한다. 연주가 양이면, 다시 말해 연간(年干)이 갑(甲)·병(丙)·무(戊)·경(庚)·임(壬) 중 하나이고, 연지(年支)가 자(子)·인(寅)·진(辰)·오(午)·신(申)·술(戌) 중 하나이면 대운은 월주를 기준으로 순행으로 가고, 연주가 음이면, 다시 말해 연간이 을(乙)·정(丁)·기(己)·신(辛)·계(癸) 중 하나이고, 연지가 축(丑)·묘(卯)·사(巳)·미(未)·유(酉)·해(亥) 중 하나이면 대운은 월주를 기준으로 역행으로 간다.
두 번째로 성별이 있는데, 이는 남순여역(男純女逆)을 적용한다. 연주가 양이고 남성이면, 대운은 월주를 기준으로 순행으로 가고, 연주가 양이고 여성이면, 대운은 월주를 기준으로 역행으로 간다. 반대로 연주가 음이고 남성이면, 대운은 월주를 기준으로 역행으로 가고, 연주가 음이고 여성이면, 대운은 월주를 기준으로 순행으로 간다.

## 대운수 계산법
대운수는 대운 주기를 계산하는 방법이다. 위의 표에 의하면, 해당 절기에서 다음 절기까지 약 30일 정도 된다. 그러나 대운은 10년을 주기로 오는 것이기 때문에 우선 며칠이 지나고 나서 다음 달이 오고, 그 이후 30일쯤 지나면 다시 또 다음 달이 오는 것처럼, 처음에는 몇 년 지나고 나서 다음 대운이 오고, 그 이후 10년 지나면 다음 대운이 온다. 이때, 순행하는 대운일 경우에는 태어나는 날 기준으로 다음 절기까지의 기간을 따지고, 역행하는 대운일 경우에는 태어나는 날 기준으로 이전 절기까지의 기간을 따진다. 그래서 대운수를 구하는 식을 만들 때, 태어나는 날부터 다음 절기까지의 기간을 x라 하고, 이에 비례한 대운수를 y라 하면, 30 : x = 10 : y라는 비례식이 성립한다. 따라서 비례식을 정리하면 10x=30y가 되므로 x=3y, y=x/3이 된다. 따라서 대운수를 구할 때는 태어나는 날부터 다음 절기까지의 기간을 3으로 나누어서 구하면 된다.
예를 들어, 1945년 8월 15일생인 남성이 있으면, 사주원국을 따지면 을유년(乙酉年) 갑신월(甲申月)에 태어났다. 이때 연주(年柱)에 있는 간지는 음의 간지이고, 남성이기 때문에 역행으로 가야 한다. 신월(申月)에는 입추(立秋)와 처서(處暑)가 있고, 입추는 8월 7~8일경이어서, 생일인 8월 15일과는 7~8일 정도 차이가 난다. 따라서 7~8을 3으로 나누면, 몫은 2가 나오고, 나머지가 존재한다. 대운수는 소수 첫째 자리 또는 소수 둘째 자리에서 반올림해서 어림잡으며, 대운수는 2.3 또는 2.7 정도로 나오며, 자연수로 나타내면 2 또는 3으로 나온다. 이의 경우는 태어나고 나서는 갑신대운(甲申大運)이 오고, 2년 6개월 정도 지나면, 갑신의 이전 간지인 계미대운(癸未大運)이 오며, 여기에서 또 10년 지나면 이의 이전 간지인 임오대운(壬午大運)이 오고 그러는 거다.

## 예시
만약에 1950년 6월 25일생이고, 새벽 4시에 태어난 남성이 있으면, 사주원국을 따지면 아래와 같다.
| 시간 | 일간 | 월간 | 연간 |
| ---- | ---- | ---- | ---- |
| 庚   | 辛   | 壬   | 庚   |
| 寅   | 卯   | 午   | 寅   |
| 시지 | 일지 | 월지 | 연지 |

이 사주원국에서 월주(月柱)는 임오월주(壬午月柱)이다. 또한, 연주가 양의 간지인 경인연주(庚寅年柱)이고, 남성이기 때문에 대운은 순행으로 가야 한다. 6월 25일은 오월(午月)에 있고, 하지(夏至)를 지났기 때문에, 6월 25일부터 다음 절기인 소서(小暑)까지의 기간을 구하면, 소서는 7월 7~8일경이기 때문에 12~13일 정도 차이가 난다. 따라서 12~13을 3으로 나누면, 몫은 4가 나온다. 따라서 대운수는 4가 된다. 대운을 정리하면 다음과 같다.
| 0  | 4  | 14 | 24 | 34 | 44 | 54 | 64 | 74 | 84 | 94 | 104 |
| -- | -- | -- | -- | -- | -- | -- | -- | -- | -- | -- | --- |
| 壬 | 癸 | 甲 | 乙 | 丙 | 丁 | 戊 | 己 | 庚 | 辛 | 壬 | 癸  |
| 午 | 未 | 申 | 酉 | 戌 | 亥 | 子 | 丑 | 寅 | 卯 | 辰 | 巳  |

이때 태어나고는 임오대운이 오다가, 만 4세가 되면 계미대운이 오고, 만 14세가 되면 갑신대운이 오는 형식이 된다.

## 같이 보기
- 사주팔자